# O.S. 7 de Carabineros de Chile
El O.S.7 es el Departamento de Drogas perteneciente a Carabineros de Chile (policía de carácter militar y con presencia en todo el territorio chileno). El jefe del Departamento O.S. 7 es un oficial del grado Coronel; el OS-7 depende de la Dirección de Investigación Delictual y Drogas, que se encuentra a cargo de un Oficial General perteneciente a esa policía. Esta unidad tiene por misión el combate al tráfico de drogas y las organizaciones criminales que realizan el narcotráfico y delitos conexos como el lavado de activos.

## Historia
El O.S 7 de Carabineros de Chile se fundó el 8 de noviembre de 1973; anteriormente, había sido conocida como "Séptima Sección de Investigaciones Especiales", sección dependiente en ese entonces del Departamento de Orden y Seguridad. A lo largo de los años, la efectiva labor del O.S. 7 ha permitido incautar grandes cantidades de diversos tipos de drogas y, así mismo, capturar a un importante número de narcotraficantes.

## Características
- Una de las principales características del O.S 7 es que sus miembros no utilizan el uniforme regular de Carabineros de Chile, más bien tienen un aspecto "de civil", ya que esto les facilita las tareas de investigación; la ley que sanciona el tráfico ilícito de drogas y sustancias psicotrópicas, número 20.000, permite el uso de agentes reveladores y agentes encubiertos, en las cuales hay infiltración del personal en los casos de Drogas.
- El O.S. 7 utiliza una placa especial, la cual posee el logo de la unidad O.S. 7 y que los identifica como Carabineros de Chile.

## Casos más emblemáticos
- 1991.  El 28 de julio de 1991 el O.S. 7 puso fin a la carrera delictual a uno de los pugilistas bolivianos más importantes de todos los tiempos, el extitular de la categoría wélter Hugo Pacho Olivares.
- 1995.  En julio de 1995 el O.S. 7 denunció ante el Sexto Juzgado del Crimen que en una reconocida farmacia de Chile se vendía Metanfetamina con recetas-cheques robadas y adulteradas.
- 2000 14 de febrero, la Sección Arica de dicha Unidad Especializada, logró encontrar cerca de nueve toneladas de droga al interior del buque de bandera panameña "Nativa", cuya carga había sido ingresada en una de sus plumas en alta mar frente a las costas de Ecuador, lo anterior se consiguió con la cooperación de la DEA.
- 2001.  El O.S. 7 detuvo al peruano Máximo Bocanegra Guevara y desmanteló sus instalaciones ligadas al tráfico de Drogas.
- 2007.  La Fiscalía Sur junto al O.S. 7 de Carabineros llegaron al sector sur de Santiago, ingresando a 29 viviendas, en las cuales se detuvieron a sujetos ligados al narcotráfico.[1]
- 2009 El 2009 el O.S. 7 desbarato a una Organización dedicada a la venta de marihuana en el sector de Rodelillo y en la cual se encontró a su vez un gran cargamento de fuegos artificiales.[2]
- 2010 El O.S. 7 detuvo al exfutbolista Jorge Contreras Lira, quien poseía cocaína y había violado la ley de infracción de drogas.[3]